# 角田光五郎
角田 光五郎（つのだ みつごろう、1879年〈明治12年〉 - 没年不明）は、日本の政治家、耕地改良家、地主、農民、東京府多額納税者、会社役員。

## 人物
東京府・角田兵左衛門の長男。1886年、家督を相続した。農業を営み、地主である。東京府荏原郡碑衾村長、同村会議員、同村助役、碑衾町長をつとめた。
碑衾村長在職中、居村内118町余の耕地整理を企て、1923年に耕地整理組合を設立、顧問になり耕地整理を断行、1933年に竣工した。
1929年、面積73町を1地区として碑文谷第二耕地整理組合を組織、組合長となり、模範的耕地整理をなす。これ以来全町をあげて整理組合を行ない、計434町歩に上った。
また東神冷凍工業取締役をつとめた。住所は東京市目黒区碑文谷。

## 家族・親族
角田家
- 父・兵左衛門[2]
- 妻・ヒサ（1885年 - ?、神奈川、吉田三郎兵衛の長女）[2]
- 養子・健吉[2][10]（1916年 - ?、神奈川県藤沢市鵠沼の地主・上郎治幸の兄[10]） - 上郎新二の三男に生まれ、角田光五郎の養子となる[11]。1941年、京大経済学部卒業[11]。農林中金に入り、水戸・福島各支所長を歴任、1966年に退職、角田興業代表取締役に就任する[11]。趣味は囲碁、ゴルフ[11]。宗教は日蓮宗[11]。住所は東京都目黒区碑文谷2丁目[11]。
  - 同妻（宇垣一成の五女）[11][12]
  - 同長女[11]
  - 同二女[11]
  - 同長男[11]

親戚
- 養子健吉の妻の父・宇垣一成（陸軍大将）[12]
- 養子健吉の父・上郎新二（地主、神奈川県多額納税者）